# Lunca Cernii de Jos (gmina)
Lunca Cernii de Jos – gmina w Rumunii, w okręgu Hunedoara. Obejmuje miejscowości Ciumița, Fântâna, Gura Bordului, Lunca Cernii de Jos, Lunca Cernii de Sus, Meria, Negoiu i Valea Babii. W 2011 roku liczyła 905 mieszkańców.